# Nicoletta Crocitto
Nicoletta Crocitto (Bari, 23 aprile 1946 – Bari, 31 dicembre 2015) è stata una cestista italiana.

## Carriera
Ha vestito per 7 volte la maglia della nazionale giovanile realizzando 19 punti e 28 volte la maglia della nazionale maggiore, disputando i Campionati europei del 1966 con l'Italia. È stata la prima giocatrice pugliese a vestire la maglia azzurra.